# Radio Moldova
Radio Moldova (RM), este principalul post de radio public din Republica Moldova și este deținut de Teleradio Moldova.

## Istorie

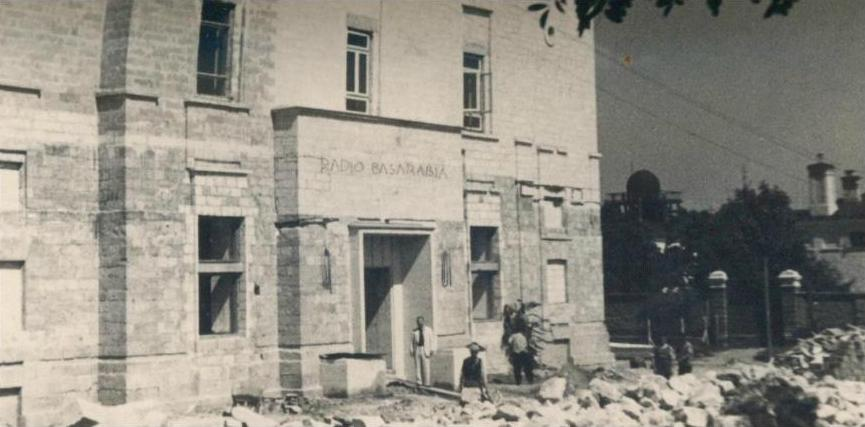
Clădirea postului radio Chișinău în 1937, la începerea lucrărilor de construcție

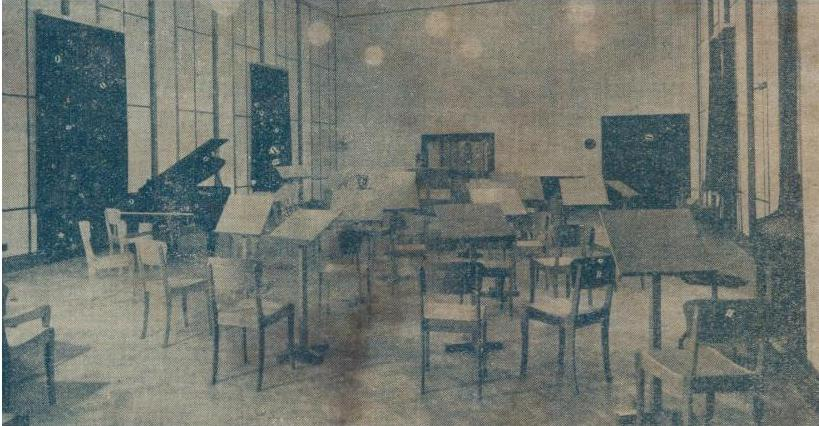
Radio Chișinău la începutul anului 1940, înainte de ocupația sovietică

La 30 octombrie 1930, la Tiraspol a început să emită un post de radio al cărui scop principal îl constituia propaganda antiromânească spre Moldova dintre Prut și Nistru. Emițătorul pus în funcțiune la Tiraspol în 1930 avea 4 kW, dar în 1936 a fost construită tot la Tiraspol noua stație de emisie, M. Gorki, care permitea o acoperire mult mai mare de teritoriului Basarabiei. Pentru a contracara propaganda antiromânească, în 1937, Primăria Chișinău a cedat Societății Române de Radiodifuziune clădirea fostului Teatru Pușkin din strada Carol I pentru a deschide primul post de radio de la Chișinău. Lucrările de amenajare ale fostului Auditoriu Pușkin au început în iarna anului 1937. Emisiunile experimentale au început în primele zile din iunie 1939 dar programul zilnic era redus la 2 ore, între 21 00 și 23 00. Primul post de radio din Chișinău era "de două ori mai puternic decât cel din București sau cel din Tiraspol", scria "Gazeta Basarabiei" în iulie 1939. Emițătorul de 20 kw. instalat la Chișinău de firma Marconi era cel mai bun din România datorită antenei moderne anti-fading care reduce radiația și favorizează propagarea undelor ce călătoresc aproape de suprafața solului. Măsurătorile efectuate după montarea postului au demonstrat că Radio Basarabia acoperă cu rezultate foarte bune teritoriul dintre Siret și Nistru. Recepția era clară și puternică, atât ziua cât și noaptea, eliminând practic influența posturilor rusești de la Tiraspol și Odessa. Primul post de radio din Chișinău, Radio Basarabia, condus inițial de Gheorghe Neamu, a fost inaugurat oficial pe 8 octombrie 1939 prin transmiterea liturghiei de la Catedrala Mitropolitană din Chișinău. Radio Basarabia a fost primul studio regional al Societății Române de Radiodifuziune.
Ocupația sovietică a Basarabiei din iunie 1940 a însemnat închiderea postului Radio Basarabia. Cea mai mare parte a materialelor de rezervă, personalul și arhiva au fost retrase la Huși, dar nu și emițătorul de 20 kw. Pe cei rămași acolo sovieticii nu i-au cruțat, cadavrele lor fiind găsite într-un puț părăsit din curtea postului, iar clădirea, cu tot ce se afla în ea, a fost aruncată în aer de Armata Roșie. După revenirea armatelor și a administrației române în Basarabia în 1941, Societatea Română de Radiodifuziune i-a trimis la Chișinău pe ing. Emil Petrașcu și pe Alexandru Hodoș (ziarist) pentru a evalua pagubele produse de armatele rusești în retragere. Clădirea postului, emițătorul și pilonii antenei au fost distruse prin dinamitare iar toate aparatele de radio-recepție fuseseră confiscate.

## Proiecte realizate recent
Crearea unui studio de producție radio pentru copii. Colaboratori: UNICEF Moldova, Centrul Media pentru Tineri.
Adresa: Republica Moldova, or. Chișinău, sectorul Centru, cartierul Telecentru, șoseaua Hâncești, nr. 60